# Saltsyra
Saltsyra, kemisk beteckning HCl(aq) är en vattenlösning av ämnet väteklorid. Den saknar färg eller är svagt gulaktig och har en karaktäristisk stickande och stark lukt. Den klassificeras som en stark syra. Tillräckligt utspädd saltsyra är relativt ofarlig och finns till exempel i människans magsäck, där den är en av beståndsdelarna i magsaft. Salterna av väteklorid kallas klorider. Saltsyra är en viktig laborationsreaktant och industrikemikalie. Vätekloridens korresponderande bas är Cl−. De flesta klorider är lättlösliga, men även svårlösliga kloridsalter, som silverklorid, förekommer.
Väteklorid dissocierar nästan fullständigt genom sin protolysreaktion i vatten till kloridjoner och oxoniumjoner:
{\displaystyle {\rm {HCl+H_{2}O\rightarrow H_{3}O^{+}+Cl^{-}}}}

## Produktion
Saltsyra framställs vanligtvis industriellt genom att lösa väteklorid (gasformen) i vatten. HCl(g) kan skapas på många olika sätt och därför finns flera olika reaktanter, som utnyttjas i olika anläggningar, vid produktion av saltsyra. Den storskaliga produktionen av saltsyra är nästan alltid integrerad med den industriella produktionen av andra kemikalier, till exempel i kloralkaliprocessen, som ger alkali (OH-), vätgas och klorgas, av vilka de senare kan utnyttjas för att producera HCl. 
Väteklorid framställs genom att kombinera klorgas och vätgas:
{\displaystyle {\rm {Cl_{2}+H_{2}\rightarrow 2\ HCl}}}
Eftersom reaktionen är exoterm kallas produktionsutrustningen för en HCl-ugn eller HCl-brännare. Den resulterande HCl(g) kan absorberas i avjoniserat vatten, vilket resulterar i en saltsyralösning. Normalt blir saltsyran härvid så ren att den kan använda inom livsmedelsindustrin.
Några av de stora globala producenterna av saltsyra är Dow Chemical, som producerar cirka 2 000 000 ton/år (gasform), Georgia Gulf Corporation, Tosh Corporation, Akzo Nobel och Tessenderlo, vilka producerar mellan 500 000 och 1 500 000 ton/år vardera. Totala världsproduktionen av saltsyra beräknas till 20 000 000 ton/år, varav blott cirka 3 000 000 ton/år produceras från nämnda direktsyntes medan resten bildas som biprodukt från andra syntesreaktioner. Huvuddelen av den saltsyra som produceras utnyttjas av producenterna själva för diverse interna behov. Den öppna marknaden omsätter därmed endast cirka 5 000 000 ton/år.

## Kemiska egenskaper
Om koncentrerad saltsyra blandas med koncentrerad salpetersyra i volymförhållandet 3:1 fås kungsvatten, som är en av mycket få lösningar som kan oxidera rent guld (därav dess namn). Kungsvatten är rött eller brandgult till färgen; detta på grund av bildandet av nitrosylklorid. Kombinationen av nitratjonernas oxidationsförmåga och kloridjonernas komplexbildande förmåga med platinametaller och guld är antagligen en orsak till dess förmåga att lösa upp dessa metaller.

Saltsyra i gasform är en molekylförening med kovalenta bindningar mellan Väte- (H) och klor- (Cl) atomer. I vattenlösningar blir den dissocierad och formar klor- och vätejoner (oxonium).

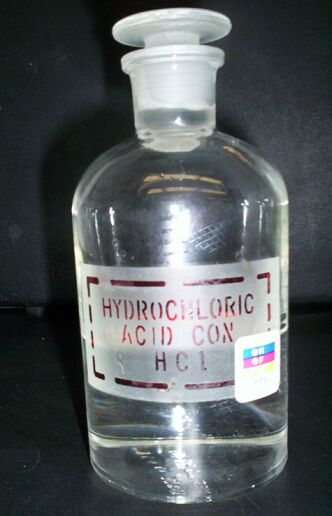
Saltsyra i en laboratorieflaska.

pka av saltsyra i en vattenlösning är beräknat att vara -5,9. En lösning av saltsyra i vatten fungerar som en stark syra: koncentrationen av saltsyremolekyler är nästintill noll.

## Fysikaliska egenskaper
Saltsyrans fysiska egenskaper som kokpunkt, smältpunkt, densitet och pH, beror på koncentrationen och molariteten av HCl i vattenlösningen. Det finns ett stort spann mellan egenskaperna, i koncentrationer nära 0% HCl liknar den i huvudsak vatten och vid koncentrationer av 40% eller mer ångar den.
Saltsyra som den binära blandningen av HCl och H2O har en konstant kokande azeotrop vid 20,2 % HCl och 108,6 °C Det finns fyra eutektiska punkter för kristallisation av saltsyra, mellan kristallformen av [H3O]Cl (68% HCl), [H5O2]Cl (51 % HCl), [H7O3 ]Cl (41% HCl), [H3O ]Cl· 5H2O (25 % HCl) och is (0 % HCl). Det finns också en metastabil eutektisk punkt vid 24,8 % mellan is och [H7O3]Cl-kristallisationen.
| Massandel | Koncentration | Koncentration | Densitet | Molaritet | pH   | Viskositet | Specifik värmekapacitet | Ångtryck | Kokpunkt | Smältpunkt |
| kg HCl/kg | kg HCl/m3     | Baumé         | kg/L     | mol/L     |      | mPa·s      | kJ/(kg·K)               | kPa      | °C       | °C         |
| --- | ------------- | ------------- | -------- | --------- | ---- | ---------- | ----------------------- | -------- | -------- | ---------- |
| 10% | 104.80        | 6.6           | 1.048    | 2.87      | −0.5 | 1.16       | 3.47                    | 1.95     | 103      | −18        |
| 20% | 219.60        | 13            | 1.098    | 6.02      | −0.8 | 1.37       | 2.99                    | 1.40     | 108      | −59        |
| 30% | 344.70        | 19            | 1.149    | 9.45      | −1.0 | 1.70       | 2.60                    | 2.13     | 90       | −52        |
| 32% | 370.88        | 20            | 1.159    | 10.17     | −1.0 | 1.80       | 2.55                    | 3.73     | 84       | −43        |
| 34% | 397.46        | 21            | 1.169    | 10.90     | −1.0 | 1.90       | 2.50                    | 7.24     | 71       | −36        |
| 36% | 424.44        | 22            | 1.179    | 11.64     | −1.1 | 1.99       | 2.46                    | 14.5     | 61       | −30        |
| 38% | 451.82        | 23            | 1.189    | 12.39     | −1.1 | 2.10       | 2.43                    | 28.3     | 48       | −26        |
| Referenstemperatur och tryck i denna tabell är 20 °C och en atmosfär (101.325 kPa). Värdena under ångtryck är taget från International Critical Tables och går efter det totala trycket av lösningen. |               |               |          |           |      |            |                         |          |          |            |

## Historia
Under tidigt tiohundratal utförde den Persiska fysikern och alkemisten Abu Bakr al-Razi (865-925, Latin Rhazes) med ammoniumklorid och sulfathydrater (äldre benämning vitriol) vilket han destillerade tillsammans, vilket producerade gasen väteklorid. Genom detta hade al-Razi uppfunnit ett primitivt sätt att producera saltsyra, som kan ha visat i ett recept från hans Kitab al-Asrār (ungefär) "Boken av hemligheter". Såhär står det:
"Ta lika mängd sött salt, bittert salt, Tabarzad salt, Andarani salt, indiskt salt, salt av Al-Qili och salt från urin. Efter tillsättningen av lika mycket bra kristalliserat ammoniumklorid, lös upp med fukt, och destillera blandningen. Vattnet kommer att vara starkt och kommer dela sten omdelbart."
Det visades dock att han i sina flesta experiment hade bortsett från gasliga produkter, han koncentrerade istället på färgförändringar i restämnen från reaktioner. Enligt Robert P. Multhauf producerades väteklorid flertalet gånger utan insikten att saltsyra kunde produceras genom lösning i vatten.
Baserat på al-Razis experiment skapades texten: De aluminibus et salbus ("Om aluner och salter") vilket är en tusen- eller elvahundratals arabisk text vilket falsk blivit attribuerat al-Razi och översatt till latin av Gerard av Cremona (1144-1187). I denna beskrivs det uppvärmningen av metaller med olika typer av salter, vilket i fallet av kvicksilver resulterade i kvicksilverklorid (HgCl2).  I denna process skapades saltsyra (HCl) men reagerade fort med kvicksilvret för att skapa kvicksilverklorid. Latinska alkemister, inspirerade av De aluminibus et salbus, blev under tolvhundratalet fascinerade av kvicksilverkloridens klorinerande egenskaper. De kom sedan på att om metallen elimineras från substansen under uppvärmningsprocessen av vitiroler (koncentrerad saltsyra), alumner och salter kan starka mineralsyror destilleras.
En viktig uppfinning som kom av upptäckten av mineralsyrorna är kungsvatten som är ett av de få ämnena som kan lösa upp guld. Den  skapas genom reaktionen av 3 delar saltsyra och 1 del salpetresyra. Reaktionen beskrevs först i pseudo-Gebers De inventione vertatis, ungefär ("Upptäckten av sanningen"), där aqua regia framställdes genom att tillsätta ammoniumklorid till salpetersyra.  Framställningen av saltsyra i sig, (dvs. som ett isolerat ämne snarare än som redan blandat med salpetersyra) uppkom skapandet av effektivare kylningsapparater. Därför förekommer bara recept för produktion av saltsyra först i slutet av 1500-talet, de tidigaste finns i Giovanni Battista Della Portas (1535–1615) Magiae naturalis ("Naturlig magi") och i verk av andra samtida kemister som t.ex. Andreas Libavius ( c. 1550–1616 ), Jean Beguin (1550–1620) och Oswald Croll ( c. 1563–1609).  Kunskapen om mineralsyror som saltsyra kom att vara av avgörande betydelse för 1600-talets kemister som Daniel Sennert (1572–1637) och Robert Boyle (1627–1691), som använde förmågan att snabbt lösa upp metaller i sina demonstrationer.

### Etymologi
Eftersom saltsyra historiskt sett producerats från stensalt enligt Johann Rudolph Glaubers metoder har den behållit sitt gamla namn i många europeiska språk, däribland på svenska men även på tyska: Salzsäure, nederländska: Zoutzuur, spanska: Salfumán, turkiska: Tuz Ruhu, polska: Kwas Solny, ungerska: Sósav, tjeckiska: Kyselina Solná och kinesiska: 盐酸 (yánsuān).
Det vetenskapliga namnet vätekloridsyra sattes av den franske kemisten Joseph Louis Gay-Lussac år 1814.

### Industriella utvecklingar
Under den industriella revolutionen i Europa ökade efterfrågan på alkaliska substanser. En ny industriell process utvecklad av den franske kemisten Nicolas Leblanc tillät en storskalig och billig produktion av natriumkarbonat (Na2CO3). Processen fick namn efter sin upphovsman (Leblancprocessen) och fungerar genom konvertering av vanligt salt (NaCl) till natriumkarbonat med hjälp av svavelsyra (H2SO4), kalksten, och kol, med väteklorid som biprodukt.
Under 1900-talet ersattes Leblancprocessen till stor del av solvay-processen som inte ger väteklorid som biprodukt. Eftersom saltsyran var en viktig kemikalie med många applikationer utvecklades många nya produktionsmetoder varav vissa fortfarande används idag. Sedan år 2000 tillverkas saltsyra oftast genom absorption av biprodukts-väteklorid från produktionen av industriella organiska föreningar.